# عليم الدين أحمد
السيد عليم الدين أحمد ( (بالبنغالية: সৈয়দ আলীমুদ্দীন আহমদ)‏ </link> ; 1884 - 1920)، المعروف شعبيًا بماستر صاحب ( (بالبنغالية: মাস্টার সাহেব)‏ </link> )،  كان لاعب كمال أجسام ومصارعًا بنغاليًا . شارك في حركة الاستقلال المناهضة لبريطانيا كناشط سري وثوري،  كجزء من منظمة جمعية تحرير داكا .  صعد السيد عليم الدين أحمد إلى الصدارة بعد أن تم استيعاب المنظمة في متطوعي البنغال التابعين لسبهاش تشندر بوز أثناء رئاسة بلدية سِتَّ رَنْجَن داس في كلكتا . 

## النشأة والأسرة
ولد السيد عليم الدين أحمد عام 1884 لعائلة بنغالية مسلمة الشريفة في شارع عاشق جمعدار، في مدينة داكا. كان والده السيد أمير الدين خياطًا ويمتلك محلًا صغيرًا للخياطة. تلقى هو وإخوته تعليمهم في المدرسة الابتدائية المحلية ثم في المدارس إسلامي، ولهذا السبب غالبًا ما يشار إليه بألقاب منشئ أو مولوي من قبل رفاقه.  ثم التحق السيد عليم الدين أحمد بكلية داكا. بعد وفاة والده بدأ العمل كمدرس في المنزل. كان أحمد مسلمًا سنيًا متدينًا. 

## النشاط
تزامنت بداية نشاط عليم الدين تقريبًا مع حركة تقسيم البنغال عام 1905. بصفته شريكًا لهيم شندر غوش، انضم إلى منظمة غوش، جمعية تحرير داكا.  أثناء الحرب العالمية الأولى ، اعتقل الجيش البريطاني العديد من الثوار والناشطين، على الرغم من استمرار آخرين مثل عليم الدين في إبقاء المنظمة على قيد الحياة تحت الأرض. قدم عليم الدين المأوى للعديد من المتمردين وساعدهم بالسلاح. لقد منع أعمال الشغب الطائفية في دكا أثناء قيادته وقام بتجنيد العديد من الشباب في المدينة.  وكان من أعيان تلامذته عبد الجبار البنغالي.  واصل السيد عليم الدين أحمد أنشطته المناهضة للإمبريالية مختبئًا لتجنب اعتقالات الشرطة. ولم تتمكن الشرطة الاستعمارية من القبض عليه قط.

## الموت والإرث
توفي علم الدين أحمد بمرض السل في أوائل الثلاثينيات من عمره في عام 1920،  وكان ذلك بمثابة انتكاسة كبيرة للجمعية تحرير داكا. 
1. ↑  Sengupta, Subodh Chandra (1982). India Wrests Freedom. Sahitya Samsad. ص. 18, 47.
2. 1 2  Mazumdar, Satyendra Narayan (1979). In Search of a Revolutionary Ideology and a Revolutionary Programme. People's Publishing House. ص. 77–78.
3. ↑  "Bengal Volunteers (Revolutionary Organization)". Netaji Subhas Bose. مؤرشف من الأصل في 2024-08-13.
4. ↑  Datta, Pradip Kumar (18 سبتمبر 2020). "From where West Bengal was run for three decades-plus". Daily Asian Age. مؤرشف من الأصل في 2024-08-13.
5. ↑  "Tribute to Calcutta TV on the 138th birth anniversary of revolutionary Hemchandra Ghosh". News 8 Plus. 22 أكتوبر 2021. مؤرشف من الأصل في 2024-08-13.
6. ↑  তাঁর নামেই নামকরণ হয় 'আলিমুদ্দিন স্ট্রিট', বিস্মৃতির অন্তরালে সেই বাঙালি বিপ্লবী. prohor.in (بالبنغالية). Archived from the original on 2024-08-13. Retrieved 2020-08-13.
7. ↑  Datta, Bhupendranath (16 يناير 2022). Swami Vivekananda: Patriot-Prophet. K.K. Publications. ص. 345.
8. 1 2  Gupta, Maya؛ Gupta, Amit Kumar (2001). Defying Death: Struggle Against Imperialism and Feudalism. Tulika. ص. 101. ISBN:9788185229416.
9. ↑  Sengupta, Subodha (Nov 2013). Bose, Anjali (ed.). সংসদ বাঙালি চরিতাভিধান (بالبنغالية). كلكتا: Sahitya Samsad. Vol. 1. p. 80. ISBN:978-81-7955-135-6.